# Породична хроника
„Породична хроника” је југословенски кратки ТВ филм из 1972. године. Режирао га је Дејан Караклајић а сценарио је написао Филип Давид.

## Улоге
| Глумац        | Улога |
| ------------- | ----- |
| Ђорђе Јелисић |       |
| Љиљана Крстић |       |